# Florence Civic Center
Das Florence Civic Center ist eine Mehrzweckhalle in der US-amerikanischen Stadt Florence im Bundesstaat South Carolina.
Es beheimatet das Arena Footballteam der Florence Phantoms und war früher Heimspielstätte der Eishockeymannschaften Pee Dee/Florence Pride und Pee Dee Cyclones sowie des Rollhockey-Franchise Carolina Fire Ants.
Die Kapazität beträgt, je nach Veranstaltung, zwischen 5.000 und etwa 7.500 Besuchern. Gelegentlich findet im Civic Center WWE-Wrestling statt und es ist werktags auch zum öffentlichen Eislauf geöffnet.